# Святая Пракседа
Свята́я Праксе́да — раннехристианская святая, жившая в I-II веках в Риме.
Предание называет её дочерью сенатора Пуда, «друга апостолов» и ученика апостола Павла (последний упоминает о нём в 2Тим. 4:21), и сестрой святой Пуденцианы. После смерти отца, сестры и брата наследовала имение отца на Эсквилинском холме. Здесь вместе с будущим папой Пием I и пресвитером Пастором Пракседа построила баптистерий. Здесь же она скрывала христиан во время гонений и тайно погребала тела мучеников в колодце. Часто Пракседу изображают с губкой и кувшином в руке, так как, по преданию, она собирала даже кровь мучеников.
Пуденциана умерла совсем юной. После этого Пракседа неоднократно молила Христа послать ей мученическую кончину. Обстоятельства и время смерти обеих сестёр неизвестны. Днём кончины Пракседы считается 21 июля. Обе сестры были погребены рядом с отцом в катакомбах Присциллы.
С именами Пракседы и Пуденцианы связываются две древние базилики на Эсквилине — Санта-Прасседе и Санта-Пуденциана. Первая из них была заново отстроена папой Пасхалием I в IX веке и украшена великолепными византийскими мозаиками, на которых неоднократно изображены обе сестры. Мощи Пракседы и Пуденцианы, в числе 2 300 святых, были перенесены Пасхалием I в крипту Санта-Прасседе.
В честь Святой Пракседы назван астероид (547) Пракседида, открытый 14 октября 1904 года немецким астрономом Паулем Гёцем.